# Heteranthoecia guineensis
Heteranthoecia guineensis là một loài thực vật có hoa trong họ Hòa thảo. Loài này được (Franch.) Robyns mô tả khoa học đầu tiên năm 1932.